# 혼다 토르네오

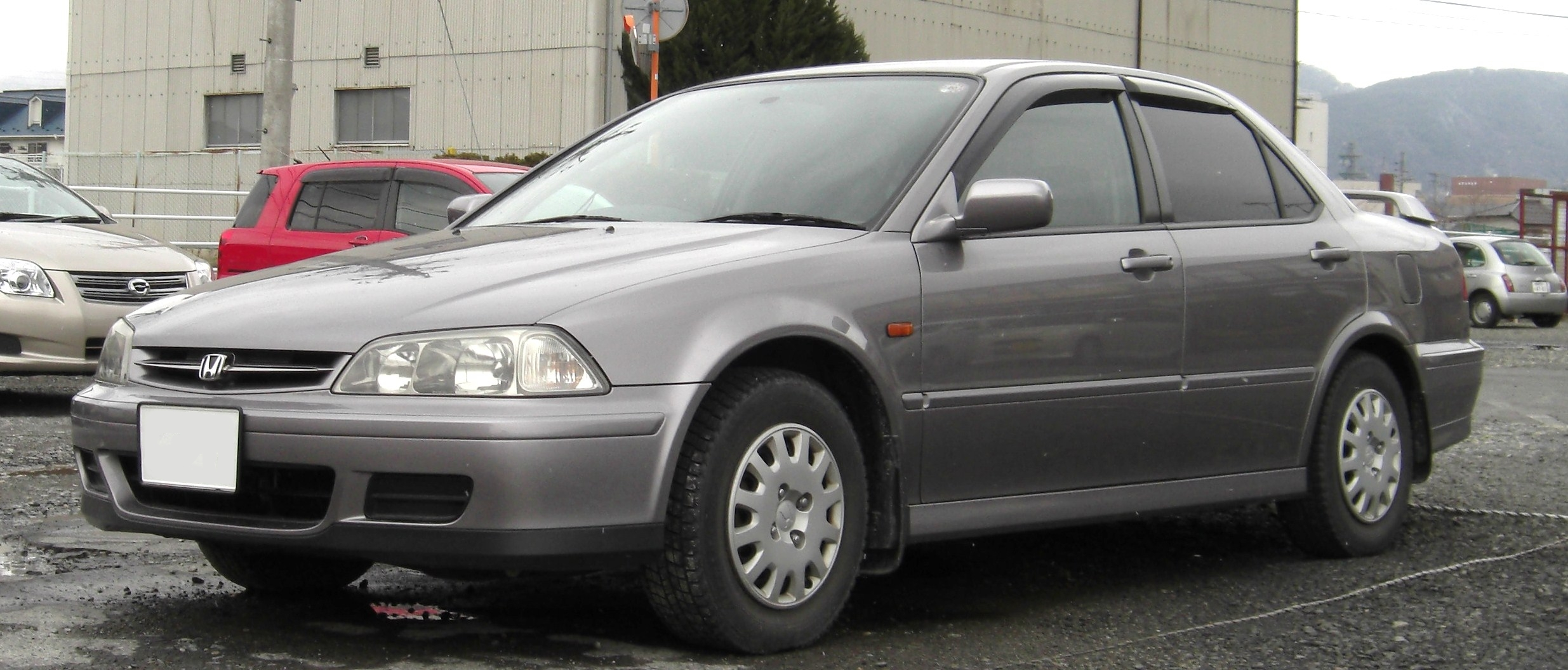
혼다 토르네오 정측면

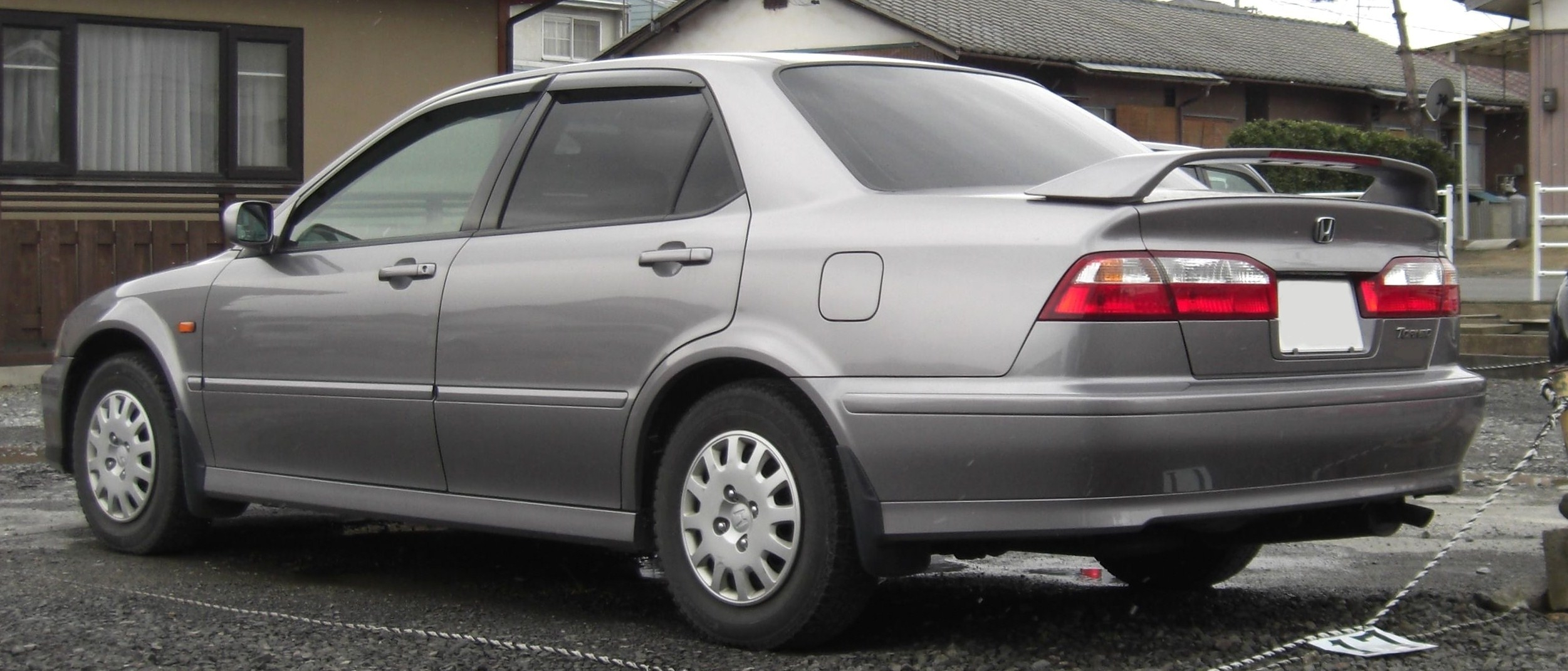
혼다 토르네오 후측면

혼다 토르네오(Honda Torneo)는 1997년에 출시된 혼다 기연 공업의 승용차로, 6세대 어코드(일본 내수용)의 형제차이다. 세단만 있으며, 라파가와 아스코트의 통합 후속 차종이다. 베이스가 된 어코드와는 라디에이터 그릴, 헤드 램프, 리어 램프 등이 다르게 되어 있다. 당시로서는 드문 HID 헤드 램프가 적용되었다. 엔진은 1,800cc SOHC VTEC의 F18B, 2,000cc SOHC VTEC의 F20B, 2,000cc DOHC VTEC의 F20B 등이 장착되었다. 이후에 추가된 유로 R에는 2,200cc DOHC VTEC의 H22A가 장착되었다. 출시 초기에는 어코드보다 일본인의 기호에 맞는 디자인으로, 어코드보다 높은 판매량을 기록하기도 했다. 2002년 10월에 어코드가 풀 모델 체인지를 거침과 동시에 세단의 수요 침체로부터 어코드에 판매를 집중하기 위해 이를 통합하는 형식으로 단종되었다.